# Entedon diotimus
Entedon diotimus är en stekelart som beskrevs av Walker 1839. Entedon diotimus ingår i släktet Entedon och familjen finglanssteklar. Arten är reproducerande i Sverige. Inga underarter finns listade i Catalogue of Life.